# N-acetilglukozaminil-difosfo-dekaprenol L-ramnoziltransferaza
N-acetilglukozaminil-difosfo-dekaprenol -ramnoziltransferaza (EC 2.4.1.289, WbbL) je enzim sa sistematskim imenom dTDP-6-dezoksi-beta-L-manoza:N-acetil-alfa--glukozaminil-difosfo-trans,oktacis-dekaprenol 3-alfa-L-ramnoziltransferaza. Ovaj enzim katalizuje sledeću hemijsku reakciju
dTDP-6-dezoksi-beta-L-manoza + N-acetil-alfa--glukozaminil-difosfo-trans,oktacis-dekaprenol {\displaystyle \rightleftharpoons } dTDP + alfa-L-ramnopiranozil-(1->3)-N-acetil-alfa--glukozaminil-difosfo-trans,oktacis-dekaprenol
Za dejstvo ovog enzima je neophodan Mn2+ ili Mg2+. On je izolovan iz Mycobakterija smegmatis i Mycobakterija tuberculosis.

## Literatura
- Nicholas C. Price; Lewis Stevens (1999). Fundamentals of Enzymology: The Cell and Molecular Biology of Catalytic Proteins (Third изд.). USA: Oxford University Press. ISBN 019850229X.
- Eric J. Toone (2006). Advances in Enzymology and Related Areas of Molecular Biology, Protein Evolution (Volume 75 изд.). Wiley-Interscience. ISBN 0471205036.
- Branden C; Tooze J. Introduction to Protein Structure. New York, NY: Garland Publishing. ISBN 0-8153-2305-0.
- Irwin H. Segel. Enzyme Kinetics: Behavior and Analysis of Rapid Equilibrium and Steady-State Enzyme Systems (Book 44 изд.). Wiley Classics Library. ISBN 0471303097.

## Spoljašnje veze
- N-acetylglucosaminyl-diphospho-decaprenol+L-rhamnosyltransferase на 